# Wanchope Ábila
Ramón Darío Ábila (Córdoba, 14 de octubre de 1989), más conocido como Wanchope Ábila, es un futbolista argentino que se desempeña como delantero en Huracán de la Primera División de Argentina.
Con quince goles es el máximo anotador histórico de la Copa Argentina. 

## Trayectoria
Comenzó en Remedios de Escalada, en el norte de la ciudad de Córdoba, en Argentina. Su madre, Gloria Luna  no planeaba tener más hijos hasta su nacimiento. Siguiendo a su padre, que era jugador amateur, Ábila dio sus primeros pasos en el Club Atlético Unión Florida. La cancha era de tierra y quedaba cerca de su casa.
Fue observado por un entrenador de inferiores de Instituto, que resolvió convocarlo. Wanchope era hincha del club y solía concurrir al estadio. Logró debutar en el primer equipo, pero el rendimiento no fue el esperado, por lo que recaló a préstamo en Sarmiento (J) (2011-2012) y Deportivo Morón (2013), para luego regresar a Instituto con mayor rodaje.

### Huracán
En 2014 pasó a Huracán, por pedido del entrenador Frank Darío Kudelka, donde obtuvo sus rendimientos más destacados, logrando ascender a la Primera División con aquel equipo. También se consagró campeón de la Copa Argentina 2013-14, frente a Rosario Central. Ello le permitió la clasificación a la Copa Libertadores, la que no jugaba desde 1974. Posteriormente ganó la Supercopa Argentina 2014, contra River Plate. 
Disputó la Copa Libertadores desempeñándose positivamente en los años 2015 y 2016. Llegó a la final de la Copa Sudamericana 2015, en la que fue derrotado por Independiente Santa Fe. Fue uno de los mayores goleadores del certamen, y parte del equipo ideal de la comisión técnica de la Conmebol.
Durante esa etapa, marcó 53 goles en 103 partidos, con una media superior a 0,5 gol por juego. Erro solamente 3 penales con la camiseta de huracán.

### Cruzeiro
Sus buenos rendimientos lo pusieron en el ojo de otros equipos, haciéndose Cruzeiro, de Brasil, con el 50 % de su pase, en junio de 2016. Su traspaso desembocó en un conflicto entre Huracán y el club mineiro, puesto que este último nunca terminó de pagar lo acordado. 
Si bien tuvo muy buenos rendimientos, con el tiempo fue perdiendo la titularidad, para luego no ser tenido en cuenta por el entrenador Mano Menezes. Marcó 25 goles en 60 partidos. Se consagró campeón de la Copa de Brasil de 2017.

### Boca Juniors
Tras la intervención de Boca Juniors, haciéndose cargo de la deuda que el Globo tenía con el jugador y comprometiéndose a pagar los sueldos del jugador, se desempeñó en Huracán durante el segundo semestre de 2017, y ambos clubes compartieron los derechos económicos de su pase.
El 11 de diciembre de 2017 se presentó en el entrenamiento de Boca Juniors. Debutó en un partido amistoso ante Aldosivi en los torneos de verano, donde marcó su primer gol, en el empate 2:2.

#### Temporada 2018: paso a la titularidad y primer campeonato
Su primer gol oficial lo marcó ante Club Atlético San Martín (San Juan) el 25 de febrero de 2018, en la victoria 4-2. Después de este, entre partidos como titular e ingresando como suplente, tanto por el torneo local como por Copa Libertadores y Copa Argentina, convirtió diversos goles, señalados como vitales para definir el torneo local, como contra Unión de Santa Fe y Newell's Old Boys de Rosario. 
El 9 de mayo de 2018, convierte el segundo gol frente a Gimnasia y Esgrima de La Plata en el empate 2-2 para que Boca salga campeón de la Superliga Argentina 2017/18. El 7 de octubre convierte el descuento frente a Racing por la fecha 8 de la Superliga Argentina 2018/19 en el empate 2-2, partido que su equipo comenzó perdiendo 2-0. 
Durante la Copa Libertadores 2018 logra afianzarse como titular, por sobre el lesionado Darío Benedetto. Convierte tantos ante Alianza Lima, en la fase de grupos, y luego en octavos de final, ante Libertad de Paraguay. Tuvo que ser relegado temporalmente del primer equipo por arrastrar una sanción de la Conmebol de su primera etapa en Huracán por la tarjeta roja en la final de la Copa Sudamericana 2015, la cual se creía cumplida hacía tiempo. El 31 de octubre convierte el primer gol frente a Palmeiras en la vuelta de semifinales de Copa Libertadores que su equipo empata 2-2, pasando con un resultado global de 4-2 a la final del torneo. 
El 11 de noviembre marca el primer gol en la final frente a River Plate, capturando un rebote de un disparo realizado por él mismo, instante seguido River Plate empataría el partido sacando del medio, el mismo acaba empatado 2-2. En el partido de vuelta disputado en el Estadio Santiago Bernabéu ingresaría en el segundo tiempo en reemplazo de Darío Benedetto, a pesar de no estar en buenas condiciones físicas.
También sufrió un desgarro muscular el día 11 de septiembre que lo dejó lesionado por 22 días, dejándolo fuera por 5 partidos.

#### Temporada 2019: goles, título y lesiones
El 19 de abril en los treintaidosavos de final de la Copa Argentina 2019 abriría el marcador en lo que sería la victoria por 2 a 0 de Boca Juniors ante Estudiantes de Río Cuarto, anotando así su duodécimo gol en este torneo, convirtiéndose en el goleador histórico de esta competencia, desde que comenzó su etapa moderna en 2011.
En la Copa de la Superliga terminó siendo subcampeón al perder la final 2 a 0 contra Tigre.
En la segunda parte de la Superliga 2018-19, anotó y asistió en la victoria 4 a 0 contra San Martín de San Juan. Marcó el 21 de febrero contra Atlético Tucumán en la derrota por 2 a 1, luego el 2 de marzo contra Unión de Santa Fe hizo el gol del empate parcial que se convertiría en una victoria por 3 a 1, y también marcó el primer gol del partido frente a Banfield, terminando 2 a 0.
En la primera parte de la Superliga 2019-20, marcó en tres partidos consecutivos en los que jugó, que fueron la victoria por 5-1 contra Arsenal de Sarandí, un gol de cabeza a los 2 minutos contra Unión de Santa Fe, partido el cual terminó 2-0 a favor de Boca Juniors, y contra Argentinos Juniors, donde empató 1-1.
En la Copa Libertadores de ese año, marcó por octavos de final ante Atlético Paranaense el 31 de julio en La Bombonera por la vuelta, en la victoria 2-0 y el 21 de agosto marcaría contra Liga de Quito por cuartos de final, donde además Ramón generaría la jugada en la que un rival convirtió un autogol en el 0-3 de la ida en Quito.
Sufrió cuatro lesiones en este año; su desgarro muscular el 31 de marzo, dejándolo fuera por 12 días, otro desgarro muscular el 14 de mayo, dejándolo inactivo por otros 12 días, un problema de aductores en el encuentro de vuelta contra Liga de Quito, dejándolo sin jugar por 27 días esta vez, y finalmente otro desgarre muscular el 3 de octubre que lo dejó inactivo por 18 días.

#### Temporada 2020: último título con Boca y goles en Copas
Anotó en tiempo agregado contra Atlético Tucumán en la victoria 2 a 0 de Boca Juniors en la Superliga y contra Colón también el 28 de febrero, con una espectacular tijera. En la definición del campeonato contra Gimnasia, Ábila le dio la asistencia a Carlos Tévez, autor del único gol del partido. Boca Juniors terminó siendo campeón del torneo.
En la Copa Diego Armando Maradona, dio el gol de la victoria 2 a 1 contra Lanús y remató al palo. Nuevamente marcó contra ellos más tarde en el torneo, aunque perdiendo 2 a 1. En la victoria de Boca Juniors por 2 a 0 contra Newell's Old Boys, Ramón le asistió su segundo gol a Cardona, pero terminó fallando un penal en la segunda parte.
En la Copa Libertadores, anotó el único gol de su equipo en el empate 1 a 1 contra Caracas, además de tener un gol anulado. Luego del reinicio de la competición, se perdió los siguientes tres partidos por un desgarro muscular.
Su salida del club se vio forzada por una mala relación con la dirigencia y problemas, más tarde declaró: "Yo siempre fui de frente y sincero, eso no me lo va a reprochar nadie. Eso me deja tranquilo, fui muy leal con mis principios".

### Minnesota United y D. C. United
El 23 de marzo de 2021 se confirmó que sería cedido por Boca Juniors al equipo Minnesota United de la Major League Soccer de Estados Unidos hasta fin de año, sin cargo y con opción de compra.
El día 12 de agosto de 2021 rescinde contrato con el Minnesota por la falta de minutos en el terreno de juego y regresa al club de la Ribera en enero de 2022, luego de haber estado un año en la MLS. Si bien se entrenó junto al plantel, no fue citado por el DT de turno en ese entonces, Sebastián Battaglia, para ninguno de los amistosos que disputó el equipo y tampoco participó de las prácticas de fútbol. Eso derivó en un conflicto de proporciones con el jugador, molesto por no ser transferido ni tener posibilidades en el primer equipo xeneize.

### Colón
Tras idas y vueltas, el 8 de febrero de 2022 se resuelve su transferencia a Colón. En su primera temporada convirtió 13 tantos y asistió en 3 ocasiones en 43 encuentros promediando un año con resultados y un desempeño  relativamente aceptables.

## Apodo
Ramón Ábila tomó su apodo de Paulo Wanchope, delantero mundialista y goleador histórico de Costa Rica. Le fue adjudicado por su gran parecido físico durante su paso por Instituto, club en el que se formó y jugó hasta 2011, para luego pasar a préstamo a Sarmiento (J).

## Estadísticas

### Clubes
| Club | Div.                | Temporada           | Liga  | Liga  | Liga   | Copas nacionales (1) | Copas nacionales (1) | Copas nacionales (1) | Copas internacionales (2) | Copas internacionales (2) | Copas internacionales (2) | Total | Total | Total  | Total |
| Club | Div.                | Temporada           | Part. | Goles | Asist. | Part.                | Goles                | Asist.               | Part.                     | Goles                     | Asist.                    | Part. | Goles | Asist. | Prom. |
| --- | ------------------- | ------------------- | ----- | ----- | ------ | -------------------- | -------------------- | -------------------- | ------------------------- | ------------------------- | ------------------------- | ----- | ----- | ------ | ----- |
| Instituto Argentina | 2.ª                 | 2008-09             | 5     | 0     | 0      | —                    | —                    | —                    | —                         | —                         | —                         | 5     | 0     | 0      | 0     |
| Instituto Argentina | 2.ª                 | 2009-10             | 10    | 0     | 1      | —                    | —                    | —                    | —                         | —                         | —                         | 10    | 0     | 1      | 0     |
| Instituto Argentina | 2.ª                 | 2010-11             | 24    | 5     | 1      | —                    | —                    | —                    | —                         | —                         | —                         | 24    | 5     | 1      | 0.21  |
| Instituto Argentina | 2.ª                 | 2013                | 16    | 7     | 0      | —                    | —                    | —                    | —                         | —                         | —                         | 16    | 7     | 0      | 0.43  |
| Instituto Argentina | Total               | Total               | 55    | 12    | 2      | —                    | —                    | —                    | —                         | —                         | —                         | 55    | 12    | 2      | 0.23  |
| Sarmiento (J) Argentina | 3.ª                 | 2011-12             | 29    | 9     | 0      | 3                    | 3                    | 0                    | —                         | —                         | —                         | 32    | 12    | 0      | 0.38  |
| Sarmiento (J) Argentina | Total               | Total               | 29    | 9     | 0      | 3                    | 3                    | 0                    | —                         | —                         | —                         | 32    | 12    | 0      | 0.38  |
| Deportivo Morón Argentina | 3.ª                 | 2012-13             | 32    | 4     | 0      | 3                    | 2                    | 0                    | —                         | —                         | —                         | 35    | 6     | 0      | 0.17  |
| Deportivo Morón Argentina | Total               | Total               | 32    | 4     | 0      | 3                    | 2                    | 0                    | —                         | —                         | —                         | 35    | 6     | 0      | 0.17  |
| Huracán Argentina | 2.ª                 | 2013-14             | 20    | 6     | 0      | —                    | —                    | —                    | —                         | —                         | —                         | 20    | 6     | 0      | 0.30  |
| Huracán Argentina | 2.ª                 | 2014                | 16    | 10    | 0      | 4                    | 3                    | 0                    | —                         | —                         | —                         | 20    | 13    | 0      | 0.65  |
| Huracán Argentina | 1.ª                 | 2015                | 25    | 9     | 2      | 2                    | 0                    | 0                    | 17                        | 9                         | 1                         | 44    | 18    | 3      | 0.41  |
| Huracán Argentina | 1.ª                 | 2016                | 15    | 11    | 1      | —                    | —                    | —                    | 9                         | 5                         | 1                         | 24    | 16    | 2      | 0.66  |
| Huracán Argentina | 1.ª                 | 2017                | 9     | 4     | 3      | 2                    | 1                    | 0                    | —                         | —                         | —                         | 11    | 5     | 3      | 0.45  |
| Huracán Argentina | Total               | Total               | 85    | 40    | 6      | 8                    | 4                    | 0                    | 26                        | 14                        | 2                         | 119   | 58    | 8      | 0.49  |
| Cruzeiro · Brasil | 1.ª                 | 2016                | 21    | 7     | 1      | 7                    | 5                    | 1                    | —                         | —                         | —                         | 28    | 12    | 2      | 0.43  |
| Cruzeiro · Brasil | 1.ª                 | 2017                | 10    | 3     | 1      | 20                   | 9                    | 0                    | 2                         | 1                         | 0                         | 32    | 13    | 1      | 0.41  |
| Cruzeiro · Brasil | Total               | Total               | 31    | 10    | 2      | 27                   | 14                   | 1                    | 2                         | 1                         | 0                         | 60    | 25    | 3      | 0.42  |
| Boca Juniors Argentina | 1.ª                 | 2018                | 11    | 6     | 3      | 1                    | 0                    | 0                    | 4                         | 2                         | 0                         | 16    | 8     | 3      | 0.50  |
| Boca Juniors Argentina | 1.ª                 | 2018-19             | 17    | 6     | 5      | 7                    | 5                    | 0                    | 10                        | 3                         | 2                         | 34    | 14    | 7      | 0.42  |
| Boca Juniors Argentina | 1.ª                 | 2019-20             | 12    | 5     | 1      | 2                    | 0                    | 0                    | 11                        | 3                         | 1                         | 25    | 8     | 2      | 0.36  |
| Boca Juniors Argentina | 1.ª                 | 2020                | —     | —     | —      | 9                    | 6                    | 1                    | —                         | —                         | —                         | 9     | 6     | 1      | 0.66  |
| Boca Juniors Argentina | Total               | Total               | 40    | 17    | 9      | 19                   | 11                   | 1                    | 25                        | 8                         | 3                         | 83    | 36    | 13     | 0.44  |
| Minessota United Estados Unidos | 1.ª                 | 2021                | 10    | 2     | 0      | —                    | —                    | —                    | —                         | —                         | —                         | 10    | 2     | 0      | 0.2   |
| Minessota United Estados Unidos | Total               | Total               | 10    | 2     | 0      | —                    | —                    | —                    | —                         | —                         | —                         | 10    | 2     | 0      | 0.2   |
| DC United Estados Unidos | 1.ª                 | 2021                | 12    | 3     | 0      | —                    | —                    | —                    | —                         | —                         | —                         | 12    | 3     | 0      | 0.25  |
| DC United Estados Unidos | Total               | Total               | 12    | 3     | 0      | —                    | —                    | —                    | —                         | —                         | —                         | 12    | 3     | 0      | 0.25  |
| Colón Argentina | 1.ª                 | 2022                | 23    | 8     | 1      | 14                   | 4                    | 2                    | 8                         | 1                         | 0                         | 45    | 13    | 3      | 0.28  |
| Colón Argentina | 1.ª                 | 2023                | 25    | 6     | 3      | 15                   | 4                    | 3                    | —                         | —                         | —                         | 40    | 10    | 6      | 0.27  |
| Colón Argentina | Total               | Total               | 48    | 14    | 4      | 29                   | 8                    | 5                    | 8                         | 1                         | 0                         | 85    | 23    | 9      | 0.28  |
| Total en su carrera | Total en su carrera | Total en su carrera | 341   | 111   | 23     | 89                   | 42                   | 7                    | 61                        | 24                        | 5                         | 491   | 177   | 35     | 0.36  |
| (1)Las copas nacionales son la Copa Argentina, la Supercopa Argentina, la Copa de la Superliga, la Copa de la Liga Profesional y la Copa de Brasil. (2)Las copas internacionales son la Copa Libertadores y la Copa Sudamericana. |                     |                     |       |       |        |                      |                      |                      |                           |                           |                           |       |       |        |       |

### Anotaciones destacadas
| 1 | 13 de agosto de 2011   | Estadio Eva Perón, Junín                | Sarmiento (J) - Almagro           |  | 4 - 1 | Primera B 2011-12          |
| 2 | 3 de noviembre de 2013 | Estadio Juan Domingo Perón, Córdoba     | Instituto - Crucero del Norte     |  | 4 - 1 | Primera B Nacional 2013-14 |
| 3 | 8 de diciembre de 2014 | Estadio Tomás Adolfo Ducó, Buenos Aires | Huracán - Independiente Rivadavia |  | 4 - 0 | Primera B Nacional 2014    |
| 4 | 21 de marzo de 2015    | Estadio Tomás Adolfo Ducó, Buenos Aires | Huracán - Argentinos Juniors      |  | 4 - 0 | Primera División 2015      |
| 5 | 20 de marzo de 2016    | Estadio Tomás Adolfo Ducó, Buenos Aires | Huracán - Temperley               |  | 4 - 2 | Primera División 2016      |

## Palmarés

### Campeonatos nacionales
| Título              | Equipo        | País      | Año     |
| ------------------- | ------------- | --------- | ------- |
| Primera B           | Sarmiento (J) | Argentina | 2011-12 |
| Copa Argentina      | Huracán       | Argentina | 2013-14 |
| Supercopa Argentina | Huracán       | Argentina | 2014    |
| Copa de Brasil      | Cruzeiro      | Brasil    | 2017    |
| Primera División    | Boca Juniors  | Argentina | 2017-18 |
| Supercopa Argentina | Boca Juniors  | Argentina | 2018    |
| Primera División    | Boca Juniors  | Argentina | 2019-20 |
| Copa de la Liga     | Boca Juniors  | Argentina | 2020    |

### Distinciones individuales
| Distinción                                                  | Año     |
| ----------------------------------------------------------- | ------- |
| Máximo goleador de la Copa Argentina (3 goles)              | 2011-12 |
| Máximo goleador de la Primera B Nacional (9 goles)          | 2014    |
| Máximo goleador de la Copa Sudamericana (5 goles)           | 2015    |
| Miembro del Equipo Ideal de la Copa Sudamericana            | 2015    |
| Máximo goleador de la Copa de la Liga Profesional (6 goles) | 2020    |

### Récords
| Distinción                                     | Goles |
| ---------------------------------------------- | ----- |
| Máximo goleador histórico de la Copa Argentina | 15    |